# Rio Tocantins
Der Rio Tocantins (deutsch gelegentlich auch Tokantins geschrieben) ist ein rund 2450 Kilometer langer Strom in Südamerika.
Der Tocantins ist mit einer Wasserführung von gut 11.000 m³/s der größte rein auf brasilianischem Gebiet gelegene Strom und ist etwa 1000 Kilometer weit bis Lajeado schiffbar.

## Flusslauf
Der Tocantins entspringt im Zentrum des brasilianischen Bundesstaates Goiás etwa 100 Kilometer westlich von Brasília an der Westabdachung der Serra do Cocalzinho (Serra Geral do Paranã). Von dort aus fließt er hauptsächlich in nördliche Richtung durch die Bundesstaaten Goiás, Tocantins, Maranhão und Pará. In seinem nördlichen Mittellauf bildet er die Landesgrenze zwischen den Bundesstaaten Tocantins und Maranhão. Der Tocantins hat ein unregelmäßiges Gefälle mit Stromschnellen und Wasserfällen und fließt in einem meist nur wenig in die Hochflächen des Brasilianischen Schildes eingeschnittenen, oft schmalen Tal. In Goiàs wird er in der Talsperre Serra da Mesa aufgestaut. Im Einzugsgebiet dominieren präkambrische Gesteine. Im Süden stehen auch paläozoische und mesozoische Gesteine an und zum Amazonasbecken hin Festlandsablagerungen des Tertiärs. Die Vegetation ist durch Savannen (Cerrado) gekennzeichnet und nach Norden hin durch tropischen Regenwald.
Bei São João do Araguaia strömt dem Rio Tocantins von links der Rio Araguaia zu. Dieser größte Nebenfluss übertrifft den Tocantins hier an Länge, Einzugsgebiet und Wasserführung (5507 m³/s gegenüber 4527 m³/s des Tocantins), ist also eigentlich der Hauptfluss. An seiner letzten Stromschnelle, kurz vor Erreichen des Meeresniveaus, wird der Tocantins zwischen Marabá und Tucuruí zum Tucuruí-Stausee angestaut. Das dazugehörige Wasserkraftwerk ist nach Nennleistung das zweitgrößte Brasiliens. Weiter nördlich weitet sich der Strom zu einem breiten Ästuar auf, der in die schmale Meeresbucht Rio Pará mündet. Südlich der Insel Marajó geht diese in die Baía de Marajó über, die sich in den Südatlantik öffnet. Über schmale Gezeitenkanäle steht der Rio Pará auch mit der Amazonasmündung in Verbindung.
Der Rio Tocantins ist nicht, wie es eine Zeit lang gehandhabt wurde, ein Nebenfluss des Amazonas, sondern ein eigenständiges Stromsystem.

## Kraftwerke und Stauseen
Flussabwärts gesehen wird der Tocantins durch die folgenden 5 Kraftwerke aufgestaut:
| Kraftwerk              | Betreiber         | Max. Leistung (MW) | Stausee       | Oberfläche (km²) | Volumen (km³) |
| ---------------------- | ----------------- | ------------------ | ------------- | ---------------- | ------------- |
| Serra da Mesa          | FCS               | 1275               | Serra da Mesa | 1784             | 54,4          |
| Cana Brava             | Tractebel Energia | 0450               | Cana Brava    | 0139             | 02,3          |
| Peixe Angical          |                   | 0452               |               |                  |               |
| Luiz Eduardo Magalhães |                   | 0902               |               |                  |               |
| Tucuruí                | Eletronorte       | 8370               | Tucuruí       | 2875             | 45,8          |

## Die größten Nebenflüsse
Zu den Nebenflüssen gehören:
- Rio Maranhão (rechts)
- Rio Trairas (rechts)
- Rio Bagagem (rechts)
- Rio Tocantinzinho (rechts)
- Rio Prêto (rechts)
- Cana Brava (links)
- Rio Paranã (rechts)
- Rio Santo António (links)
- Sâo Valêrio (rechts)
- Rio Surobim (rechts)
- Rio Crixás (links)
- Rio Mangues (links)
- Rio do Sono (rechts)
- Rio Manoel Alves Grande (rechts)
- Rio Farínha (rechts)
- Rio Araguaia (links)
- Rio Itacaiúnas (links)